# Stari Golubovec
Stari Golubovec falu Horvátországban Krapina-Zagorje megyében.

## Fekvése
Krapinától 14 km-re keletre, községközpontjától  10 km-re északra a Horvát Zagorje területén fekszik. Közigazgatásilag Loborhoz tartozik.

## Története
Golubovec területét egykor nagyrészt erdő borította. Az itteni emberek távol a világ zajától kis gazdaságaik jövedelméből éltek egészen addig míg területén szenet nem találtak. Amikor kiderült, hogy itt kiváló minőségű barnaszén található kutatók, ügynökök, kereskedők és gyárosok inváziója kezdődött. Golubovec fejlődése 1875-ben a kitermelés megkezdésével indult meg. A bányák első bejegyzett tulajdonosa a stájer-horvát bányatársaság volt. A környék falvainak szegény parasztjai otthagyva az ekét és kapát bányásznak álltak és néhány forintért hajnaltól estig dolgoztatták őket. A tulajdonosok rajtuk kívül tapasztalt bányászokat is hozattak, akiknek barakkokat építettek. A termelés kezdetben tervszerűtlenül csak a felszínen folyt. A fejlődésnek újabb lendületet adott a vasút megépítése. Az első gőzmozdony 1890. október 5-én gördült be Golubovecre és nemsokára megépült az első ipari vágány is. Megkezdődött a termelés modernizálása, a kézi munkaerő gépekkel történő felváltása.
1857-ben 138, 1910-ben 421 lakosa volt. Golubovec a trianoni békeszerződésig Varasd vármegye Zlatari járásához tartozott. A két világháború között nőtt az itt dolgozóknak a tulajdonosok általi kizsákmányolása. A robbantásos szénfejtés gyakran halálos balesetekkel is járt. A második világháború után a helyiek végre saját kezükbe vehették a bányák irányítását. 1946. szeptember 16-án megalapították a Goluboveci Szénbányavállalatot. A szenet vasúton, lovas szekereken, majd később kamionokkal szállították Zlatarig, Lepoglaváig és Ivanicsig a lakosság szükségleteinek ellátására. A két Golubovec fejlődése ezután eltért egymástól. 1997-ben az 5 km-re nyugatra fekvő Novi Golubovec községközpont lett, Stari Golubovecet pedig Loborhoz csatolták így fejlődésében lényegesen elmaradt. 2001-ben 251 lakosa volt.

## Külső hivatkozások
- Lobor község hivatalos oldala
- Nemhivatalos oldal Archiválva 2013. május 14-i dátummal a Wayback Machine-ben